# Brechmorhoga neblinae
Brechmorhoga neblinae är en trollsländeart som beskrevs av De Marmels 1989. Brechmorhoga neblinae ingår i släktet Brechmorhoga och familjen segeltrollsländor. Inga underarter finns listade i Catalogue of Life.